# Kimi no Sei
«Kimi no Sei» (君のせい?  lit. Tu culpa) es el tercer sencillo de la banda japonesa de rock de 3 integrantes the peggies. Fue lanzado por Epic Records Japan el 7 de noviembre de 2018.

## Visión general
La canción principal «Kimi no Sei» fue escrita para el anime Seishun Buta Yarō wa Bunny Girl Senpai no Yume wo Minai. Kitazawa declaró que «quería describir la maravillosa distancia entre Mai y Sakuta (el personaje que apareció en la escena) como si estuviera acortada, pero no existe tal cosa como acortar». La canción se reveló por primera vez el 23 de agosto de 2018 y se lanzó para su descarga el 4 de octubre del mismo año.
Los singles se venden en dos formatos, una edición limitada de producción por tiempo limitado y una edición regular, la portada del primero está dibujada por Rimi Tamura y el segundo utiliza el manga de Ken Koyama como página interior del CD. El MV fue filmado en el área de Shōnan del escenario de animación, y también aparece el personaje original "Kimi-kun".